# 三湖 (江西)
三湖是一个位于中国江西省南昌县的湖泊，面积约为3平方千米。